# 빅풋 주니어
《빅풋 주니어》(영어: The Son of Bigfoot)는 2017년 공개된 벨기에, 프랑스의 애니메이션 모험 가족 영화이다.

## 성우진 (한국어 더빙)
- 우정신 - 아담 역
- 임채헌 - 빅풋 아빠 역
- 박상훈 - 미스터 윌리스 역
- 최정현 - 엄마 / 위챠 역
- 홍진욱 - 윌버 / 빌링슬리 역
- 이현 - 트래퍼 역
- 김연우 - 티나 / 에바 역
- 황창영 - 스티브 / 토니 역
- 이소은 - 밀드레드 / 여직원 외 역
- 김현욱 - 인턴 외 역
- 이규창 - 사냥꾼 외 역